# Folia de Reis
Folia de Reis, Companhia de Reis, Reisado ou Festa de Santos Reis (em Portugal diz-se Reisada ou Reiseiros), é uma manifestação católica, cultural e festiva, classificada sobretudo no Brasil como manifestação folclórica, comemorativa da festa religiosa da Epifania do Senhor ou Teofonia, que se caracteriza por celebrar a Adoração dos Magos ao nascimento de Jesus Cristo.
A denominação fala dos festejos entre o natal e o Dia de Reis – 6 de janeiro – e diz respeito tanto ao "cortejo de pedintes, cantando versos religiosos ou humorísticos, como os autos sacros, com motivos sagrados da história de Cristo (...) no Brasil, sem especificação maior, refere-se sempre aos ranchos, ternos, grupos que festejam o Natal e Reis" na definição do folclorista Câmara Cascudo, que completa: "o reisado pode ser apenas a cantoria como também possuir enredo ou série de pequeninos atos encadeados ou não".
Nestes festejos existem elementos musicais com a presença de vários instrumentos (desde acordeons, violões, violas, cavaquinhos, reco-reco, caixas, pandeiros, etc.) em que os participantes do reisado visitam as casas de porta em porta com sua cantoria, lembrando a viagem dos Reis Magos para levar ao Menino Jesus seus presentes de ouro, incenso e mirra. Esta manifestação revela a combinação de duas figuras da teologia: a epifania (como sendo a aparição ou manifestação divina, no caso a primeira manifestação de Jesus entre os gentios) e a hierofania (manifestação do sagrado em objetos, formas naturais ou pessoas); reúne, assim, elementos sagrados e profanos.

## Histórico
A devoção aos chamados "Reis Magos", ocorria em toda a Europa durante a Idade Média; isto se deveu ao traslado em 1164 para a Catedral de Colônia, na atual Alemanha, dos supostos restos mortais dos três reis como despojos de guerra por Frederico Barba-Ruiva, para onde haviam sido levados a Milão como presente da rainha Helena de Constantinopla por volta do século IV ou V.
Durante esse período registros iconográficos da visita dos Reis Magos foram sendo feitos em catacumbas, quadros, retábulos, sarcófagos, etc., e fizeram de Colônia um alvo de peregrinações religiosas, tais como ocorriam em outras regiões consideradas sagradas; neste contexto de romarias surgiram cantos populares de grande importância no medievo europeu, chamados Noëls em França ou Villancicos, em Espanha.
Em Portugal sofreram esses cânticos a adição do teatro de Gil Vicente e, no Brasil, de José de Anchieta e Manuel da Nóbrega, servindo de base às manifestações existentes no país conhecidas como reisados, boi-de-reis, pastorinhas, boi-de-janeiro e folia de reis.
Na cultura tradicional brasileira, os festejos de Natal eram comemorados por grupos que visitavam as casas, tocando músicas alegres em louvor aos "Santos Reis" e ao nascimento de Cristo; essas manifestações festivas estendiam-se até a data consagrada aos Três Reis Magos, 6 de janeiro, trazida ainda no período colonial pelos portugueses e hoje é uma tradição que se mantém viva em pequenas cidades de todo o país.

## Folia de Reis no Brasil

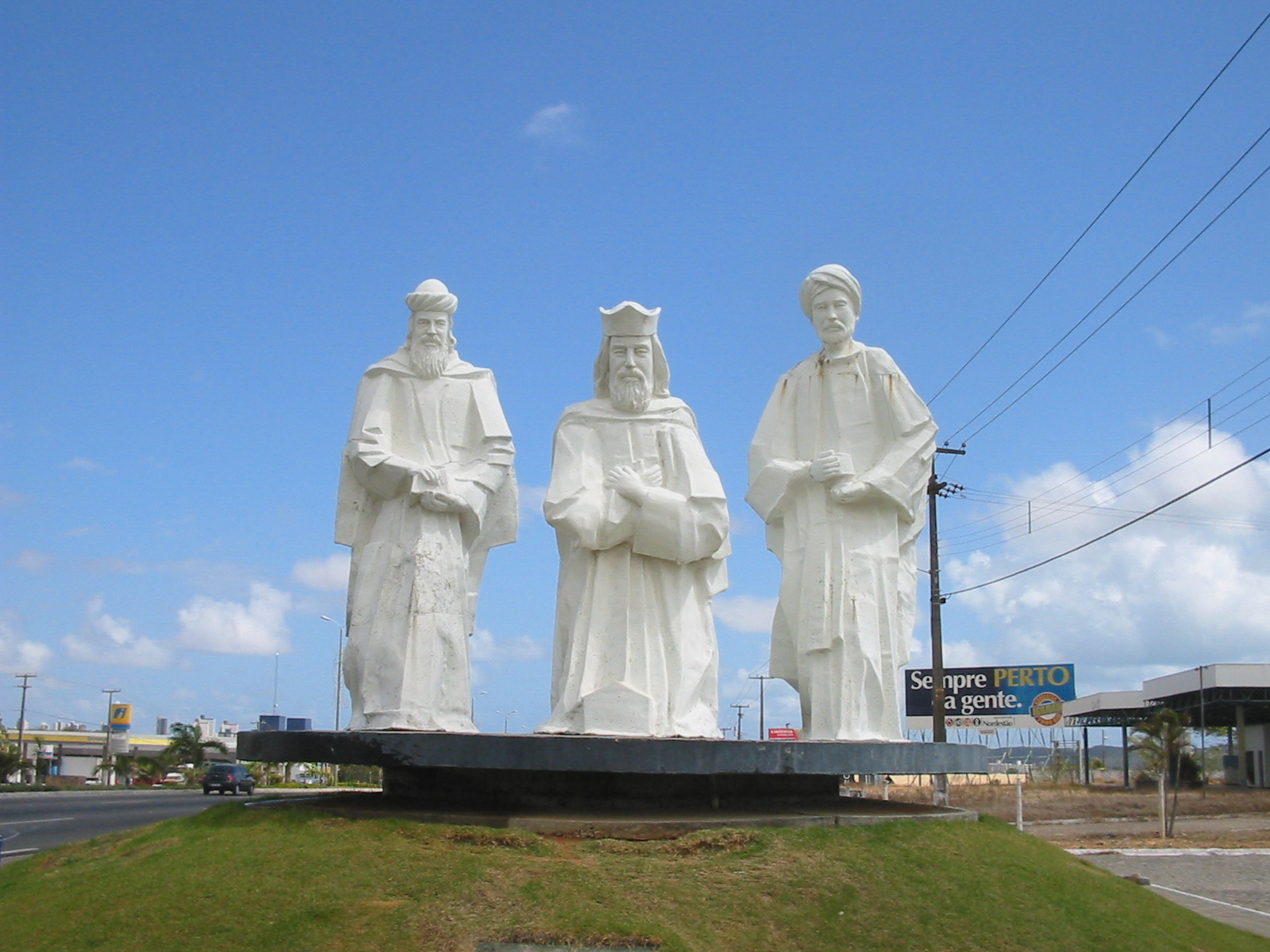
O Monumento Pórtico dos Reis Magos, em Natal, atesta a tradição dos Santos Reis

As festividades de Reis foram introduzidas no Brasil pelos Jesuítas por volta de 1559, após a vinda do primeiro Governador Geral da Bahia e do Brasil, Tomé de Sousa, que trouxe esta tradição sob a forma de canto, dança e encenação, no processo de catequese e ensino. A prática da Folia de Reis enquanto manifestação popular foi registrada pela primeira vez na Bahia a partir do século XVII. Nuno Marques Pereira (1652-1728) registra a presença de Grupos de Reis peditórios na Bahia: “uma noite dos Santos Reis saíram estes (homens) com vários instrumentos pelas portas dos moradores de uma vila cantando para lhes darem os Reis em prêmio que uns lhes davam dinheiro e outros doces, frutas etc.”
Câmara Cascudo registrou assim à folia de Reis da cidade alagoana de Viçosa que assistira em 1952: "tinha vários motivos, lutas do rei com os fidalgos, até que era ferido, depois de prolongado duelo a espadas, sempre solando e sendo respondido, em repetição e uníssono, por todo o grupo, espetaculosamente vestido e com coroas e chapéus estupefacientes, espelhos, aljôfares, fitas, panos vistosos com areia brilhante, etc.".
No Brasil, a visitação das casas, que dura do final de dezembro até o Dia de Reis, é feita por grupos organizados, muitos dos quais motivados por propósitos sociais e filantrópicos. Cada grupo, chamado em alguns lugares de Folia de Reis, em outros Terno de Reis (versão baiana), é composto por músicos, tocando instrumentos, em sua maioria de confecção caseira e artesanal como tambores, reco-reco, flauta e rabeca (espécie de violino rústico), além da tradicional viola caipira e do acordeão, também conhecida em certas regiões como sanfona, gaita ou pé-de-bode.
Além dos músicos instrumentistas e cantores, o grupo muitas vezes se compõe também de dançarinos, palhaços e outras figuras folclóricas devidamente caracterizadas, segundo as lendas e tradições locais. Todos se organizam sob a liderança do mestre da folia e seguem com reverência os passos da bandeira, cumprindo rituais tradicionais de inquestionável beleza e riqueza cultural.
As canções são sempre sobre temas religiosos, com exceção daquelas tocadas nas tradicionais paradas para jantares, almoços ou repouso dos foliões, onde acontecem animadas festas com cantorias e danças típicas regionais como catira, moda de viola e cateretê. Contudo ao contrário dos reis da tradição, o propósito da folia não é o de levar presentes mas de recebê-los do dono da casa para finalidades filantrópicas, exceto, obviamente, as fartas mesas dos jantares e as bebidas que são oferecidas aos foliões.

### Boi de Reis
O Boi de Reis, que recebe diversas outras denominações no Brasil, seria o "folguedo brasileiro de maior significação estética e social", no dizer de Renato Almeida; ocorre de meados do mês de novembro até o Dia de Reis (6 de janeiro) como parte do ciclo de Natal, estendendo-se até o carnaval de modo reprovado pelos que defendem a tradição.
Sua origem se dá no final do século XVIII, surgindo inicialmente nos engenhos e fazendas de gado do litoral e depois se interiorizando; sua origem é controversa e plural, havendo pesquisadores que encontram referências tanto às culturas europeias como, sem comprovação, africana; havia em Espanha e Portugal a presença de um boi falso feito de arcabouço e coberto com pano com uma pessoa dentro que, antecedendo as figuras dos reis magos nos desfiles, afastavam o povo pulando e dançando.
Apesar das possíveis influências, o festejo do Boi é manifestação típica e única do Brasil.

## Grupos Incrementados
Uma das formas de sobrevivência da manifestação folclórica, especialmente nas grandes cidades, foi a incorporação nos Ternos de elementos figurativos, com a finalidade de promover apresentações para turistas e para os próprios habitantes e trazendo alegria para todos.

### Integrantes
- Três reis magos: participantes que personificam os reis que visitaram o Menino Jesus, quando ele nasceu: Baltasar, Belchior e Gaspar.

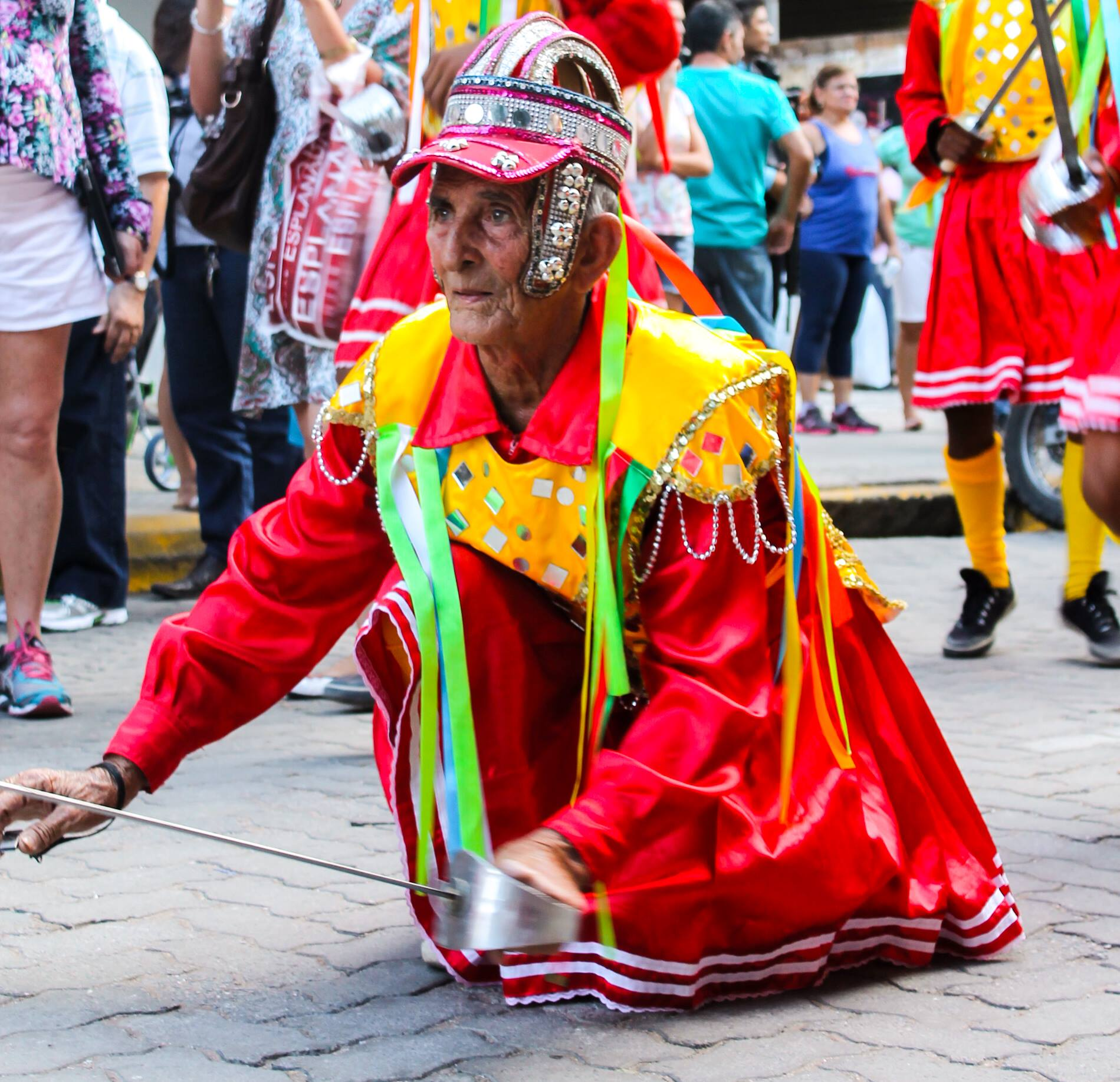
Mestre Aldenir em encenação de batalha. Folia de Reis em Crato - Ceará, Janeiro de 2015.

- Bastiões (palhaços): geralmente três. Eles têm o costume de se chamar de irmãos e possuem obrigações e proibições específicas (como jamais dançar diante da Bandeira). Sua principal função é a proteção da bandeira e a solução do letreiro (que funciona como um enigma) feito pelo dono da casa com folhas e flores, por exemplo, se são colocadas as letras VSR; eles falam um verso para cada letra e dizem o significado, ou seja Viva Santos Reis (VNSA — Viva Nossa Senhora Aparecida, VJC — Viva Jesus Cristo). Eles realizam acrobacias. Usando um bastão vestem-se com máscaras, portam um apito com o qual marcam a chegada e a partida da bandeira, durante as exibições dos bastiões, os espectadores atiram moedas ao chão, em frente a eles para homenageá-los. Eles, então, alegram-se e brincam entre si, empurrando as moedas com o bastão para que o outro palhaço as colete, aproveitam para instigar o público a jogar mais dinheiro, que eles colocam em sacolas para coleta desses donativos.[9]

- Coro: é constituído geralmente por seis pessoas que são, ao mesmo tempo, cantores e instrumentistas o número, todavia, varia de entre as regiões. Cada membro do coro tem sua função.
- Mestre ou embaixador: é o principal personagem da folia, ou ainda chefe da folia, porque ele organiza a logística do grupo, o trajeto, horários e os instrumentos, e é o responsável por improvisar os versos cantados nas residências. Cabe aos mestres a responsabilidade de manter viva a tradição e se encarregar da transmissão oral dele, como lembra Luís da Câmara Cascudo.
- Bandeireiro ou alferes da bandeira: tem a função de carregar a bandeira do grupo respeitosamente. Ela é apresentada ao chefe da residência onde a folia passa para receberem os donativos oferecidos pelas famílias.

A bandeira, chamada de "Doutrina", é feita de pano brilhante. Nela é colada uma estampa dos Três Reis Magos. Representa diretamente O Menino Jesus. Constitui o elemento sagrado da companhia e assim é tratada: beijam-na respeitosamente os moradores das casas visitadas, é passada com muita fé sobre as camas da residência e nunca pode ser colocada num lugar menos digno. Esse respeito perdura durante o ano todo, mesmo passada a época de Reis: na casa onde fica guardada, há orações periódicas diante dela. No universo cultural de nosso povo, a Bandeira é a representação dos Três Reis Magos; por isso, explicam os mestres, ela deve ir sempre à frente pelos representantes dos pastores que seguiram os Três Reis Magos.

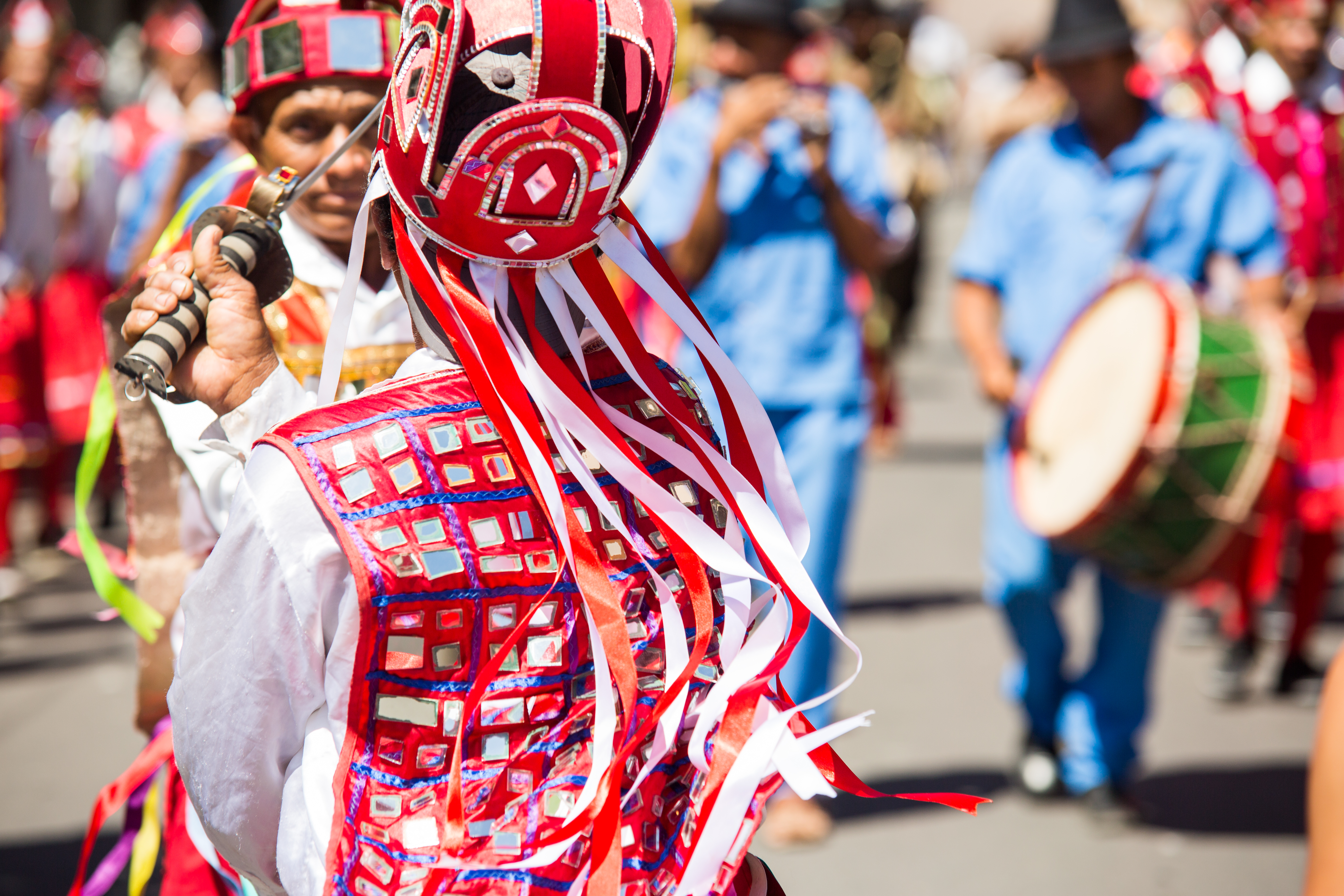
Cortejo de Reisado em Barbalha - Ceará

- Festeiro: figura importante, pois é, geralmente, na sua residência que os foliões fazem a "tirada da bandeira" e também é para onde é feito o retorno ao final do "giro". Às vezes, é utilizada a casa do mestre para a saída e chegada da bandeira ou a casa de alguma pessoa que, por motivo de promessa, arca com as despesas da folia.[5]

É importante destacar que, nas folias, não existe a participação feminina conforme indica Porto: "Os Três Reis Magos não trouxeram consigo suas esposas; se os foliões levassem mulher à folia, estariam deturpando o sentido da representação"; também, dizem outros, nenhuma mulher visitou o presépio de Jesus; admitir mulher entre os foliões, como participante, seria desviar o sentido da dramatização. Porém, essa ideia da não participação de mulheres, junto ao grupo de foliões que compõem a cantoria, tem começado a se modificar em algumas regiões, como por exemplo em Minas Gerais, região do Alto Paranaíba, município de Rio Paranaíba onde já pode ser visto mulheres participando dos grupos de foliões.

### Canções
Em algumas regiões, as canções de Reis são por vezes ininteligíveis, dado o caos sonoro produzido. Isto ocorre, quase sempre, porque o ritmo ganhou, ao longo do tempo, contornos de origens africanas com fortes batidas e com um clímax de entonação vocal. Contudo, um componente permanece imutável: a canção de chegada, onde o líder (ou capitão) pede permissão ao dono da casa para entrar, e a canção da despedida, onde a folia agradece as doações e a acolhida, e se despede.
No Sul de Minas, um grupo de Folia de Reis é composta da bandeira ou estandarte que é decorado com figuras alusivas ao Menino Jesus, ou mesmo com palavras relativas à data. Outro componente importante é o bastião que se veste de modo característico, mascarado e sempre porta uma espada, este tem a função de folião propriamente dito, levando alegria por onde a folia passa, e como que abrindo caminho para a passagem da folia que de certa forma representa os próprios Reis Magos. O bastião tem também a função de citar textos bíblicos e recitar poesias alusivas. Na sequência o grupo de vozes se organiza em mestre, ajudante, contrato, tipe, retipe, contratipe, tala, ou finório. Na verdade esses nomes se referem a uma organização das vozes em tons e contratons, durante a cantoria, o que leva a formação de um coro muito agradável aos ouvidos. O mestre, por sua vez, tem o papel especial de iniciar o canto, que é feito em versos e de improviso, agradecendo os donativos da casa visitada. Os outros componentes, então, repetem os versos, cada qual em sua voz, na cadência definida pelo mestre, acompanhados pelos instrumentos que tocam. As músicas tem caráter geográfico, histórico e sociológico, a exemplo podemos citar uma canção do reisado de Zabelê:
" Hoje é o dia de ensaiar meu reisado.
Meu mestre, tenha cuido Hoje aqui neste salão. (bis)
Mas ô meu mestre, seu reisado de quem é?
Se é de moça ou de mulher. (?)
O meu palhaço que saber. (bis)
Se for de moça, de moça previna mais um cuidado.
Aonde tem cabra safado, não me importa de morrer. (bis)
Eu vou dançar é nas Águas do Cariri.
Meu mestre, cheguei mas não foi para apanhar.(bis)[carece de fontes?]

## Origem, história e descrição geral

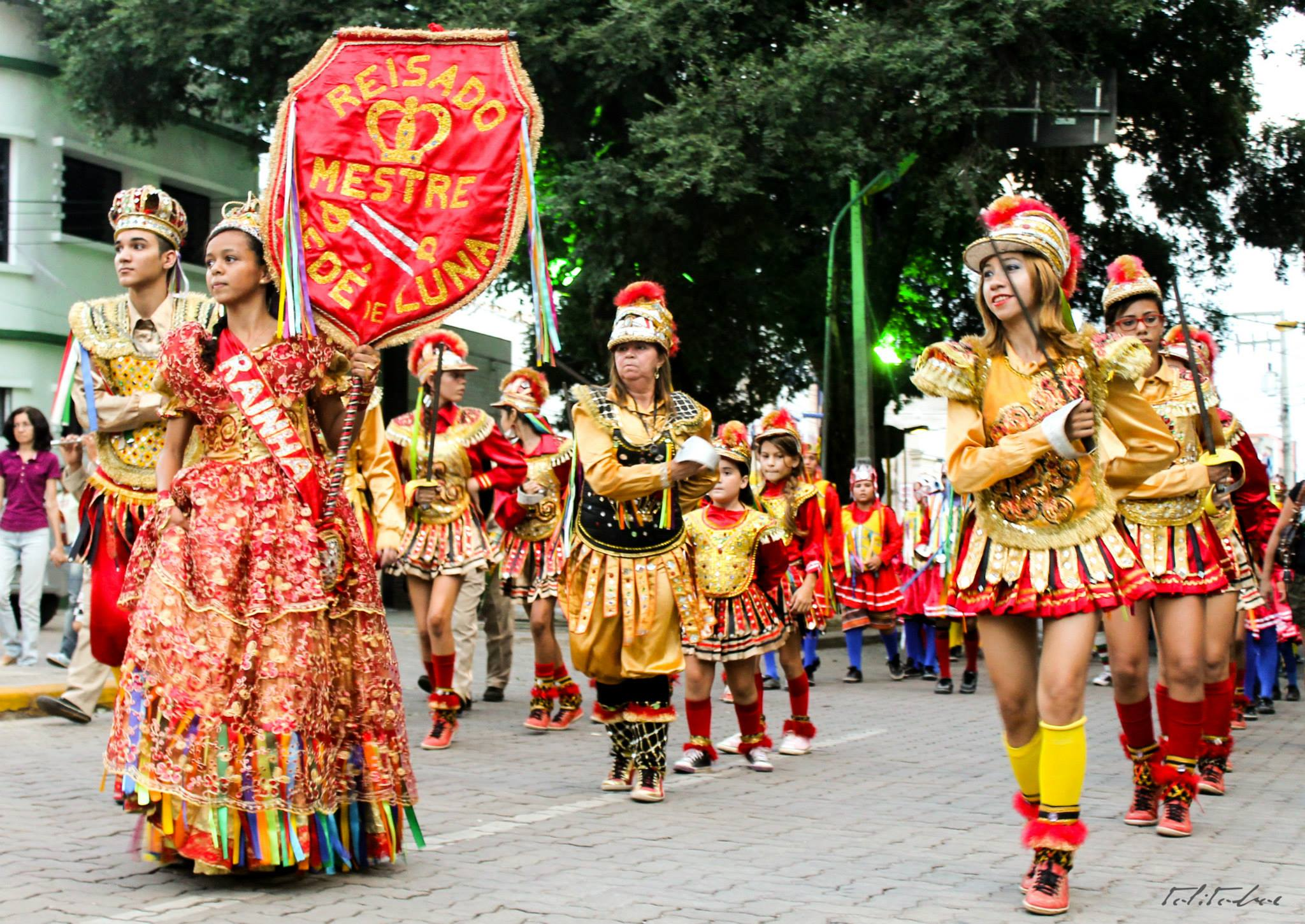
Reisado do Mestre Dedé de Luna. Folia de Reis em Crato - Ceará, Janeiro de 2015

O Reisado é de origem egípcia, considerada uma festividade profano-religiosa. No Egito era chamada de Festa do Sol Invencível, comemorada em 6 de janeiro. Na Europa foi adotada, inicialmente, pelos romanos em 25 de dezembro (data em que nasceu Jesus Cristo, segundo os cristãos). Instalou-se em Sergipe no período colonial, através dos portugueses. Atualmente, é dançado em qualquer época do ano e os temas de seu enredo, variam de acordo com o local e a época em que são encenados, podem ser: amor, guerra, religião entre outros.
Sua comemoração começa à véspera do Dia de Santos Reis. No período de 24 de dezembro a 6 de janeiro, grupos formados por músicos cantores e dançarinos vão de porta em porta, anunciando, a chegada do Messias e fazendo louvações aos donos das casas, por onde passam e dançam.
É composta de várias partes e tem diversos personagens como o rei, o mestre, contramestre, figuras e moleques. Os instrumentos que acompanham o grupo são violão, sanfona, ganzá, zabumba, triângulo e pandeiro.

## Encontro Nacional de Folia de Reis

### História
No século passado, mais precisamente no ano de 1950, foi realizado um torneio folclórico, conhecido como: Torneio de Folias. Este evento marcou a história da cidade e deu origem ao famoso Encontro Nacional de Folias. Este é o mais antigo e a maior encontro de Folias do Brasil. Participam bandas de várias localidades sobretudo nas pequenas cidades de estados como Minas Gerais, Bahia, Espírito Santo, Rio de Janeiro e Goiás.

### Localização

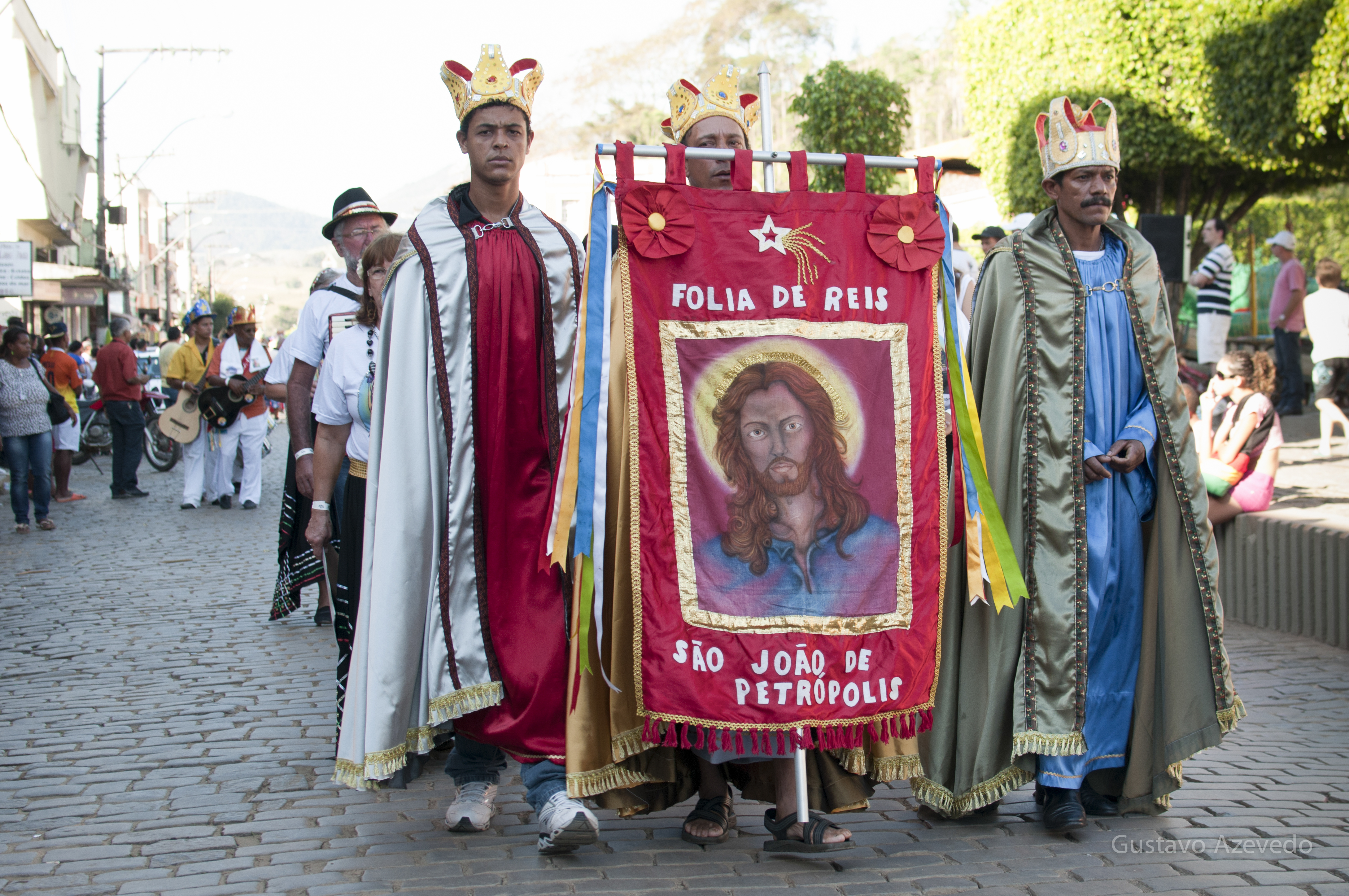
Desfile da Banda de Folia de Reis. Autor: Gustavo de Azevedo.

O encontro nacional de Folia de Reis acontece todos os anos na cidade capixaba de Muqui. Esta cidade, que fica ao sul do estado do Espírito Santo, está situada na Região Turística dos Vales e do Café, e permite aos visitantes da folia a apreciação de imóveis tombados pelo Patrimônio Histórico e Cultural do Estado do Espírito Santo. 

### Programação
A abertura oficial do evento é feita normalmente na Tenda Cultural no Jardim Municipal, que se situa no centro da cidade onde acontece a cantoria das bandas participantes da Folias de Reis. Acontece em paralelo a reunião dos Mestres das Folias no teatro da cidade: Teatro Neném Paiva.

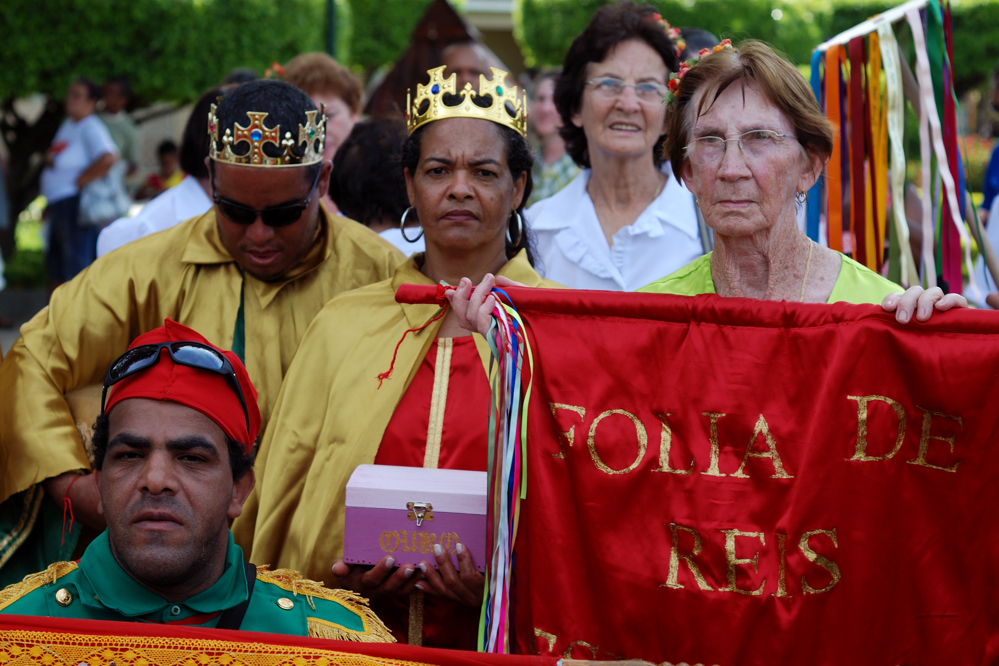
Participação de uma Banda de Folia de Reis em Muqui - Espírito Santo. Autor: Gustavo de Azevedo

Depois, já na parte da tarde, temos o cortejo das Folias de Reis nas ruas principais que seguem em direção à Igreja matriz São João Batista. A Igreja matriz é rica em detalhes, tem na cúpula da capela-mor uma pintura do italiano Giuseppe Irlandini e seus altares são confeccionados em mármore Carrara. Lá acontece o ápice do encontro que é a bênção pelo padre de todos os componentes e visitantes da folia.  
Já no entardecer temos a apresentação das Folias na região central da cidade, que finaliza no grande encontro na Tenda Cultural com apresentação dos Palhaços.

No início da noite acontece a entrega de troféu de participação a todos os representantes das bandas e depois finalmente o encerramento com Show musical na Tenda Cultural.